# 庫澤米夫卡
49°31′21″N 37°58′49″E / 49.52250°N 37.98028°E
庫澤米夫卡（烏克蘭語：Куземівка），是位於烏克蘭東部的村莊，由盧甘斯克州斯瓦托韋區的科洛梅奇哈市鎮負責管轄，始建於1688年，面積2.52平方公里，海拔高度145米，2001年人口689，人口密度每平方公里273.7人。